# امیر یاوری
امیر یاوری (۱۰ آذر ۱۳۱۰ – ۲۰ آبان ۱۳۹۹) یک بوکسور اهل ایران بود.
وی در بازی‌های المپیک تابستانی ۱۹۶۰ در وزن ۶۳٫۵–۶۷ (سبک‌وزن) شرکت کرده که پس از استراحت در دور نخست مبارزات خود بوکسور اهل شیلی را شکست داد اما در دور دوم با شکست برابر حریف لهستانی از دور رقابت‌ها کنار رفت و در جایگاه نهم مشترک قرار گرفت.

## جام امیر یاوری
«جام کاپیتان امیر یاوری» برای نخستین بار در مرداد ۱۳۹۷ با حضور قهرمانان این رشته و به منظور تجلیل از کاپیتان امیر یاوری با حضور ۱۴ تیم در سالن شهید شیرودی( امجدیه)و با حضور ملی پوشان این رشته پیش از اعزام به مسابقات آسیایی جاکارتا برگزار گردید که با پیگیری های رییس وقت هیات بوکس استان تهران بنا بود ادوار بعدی این جام به صورت بین‌المللی برگزار گردد که پس از برکناری مصطفی نکو لعل آزاد از سکان داری بوکس استان تهران، برگزاری این جام نیز مسکوت ماند.